# (9200) 1993 FK21
A (9200) 1993 FK21 a Naprendszer kisbolygóövében található aszteroida. Az UESAC projekt keretében fedezték fel 1993. március 21-én.